# XMPR-Farbgebung

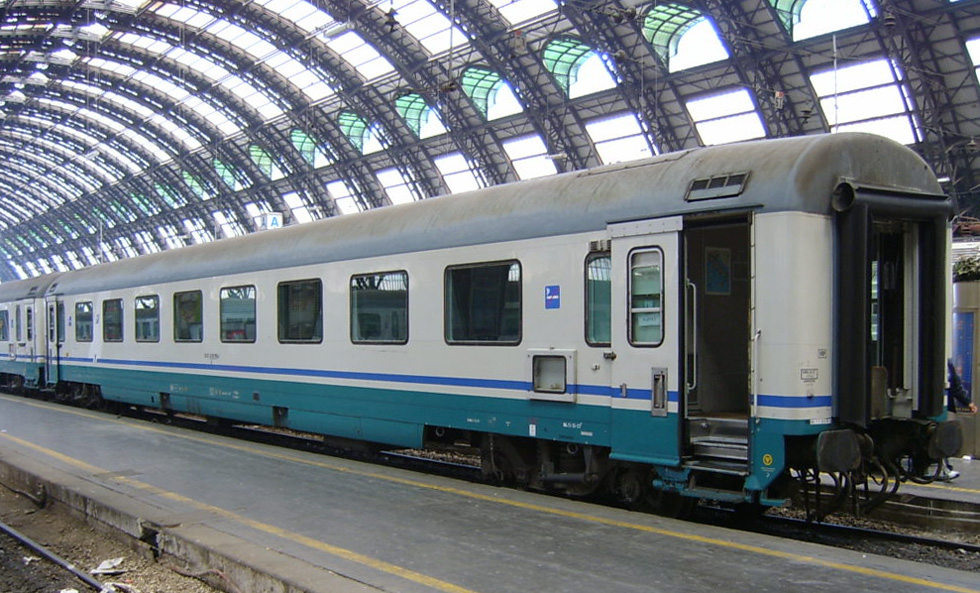
FS-Gran-Confort-Wagen in XMPR-Farbgebung

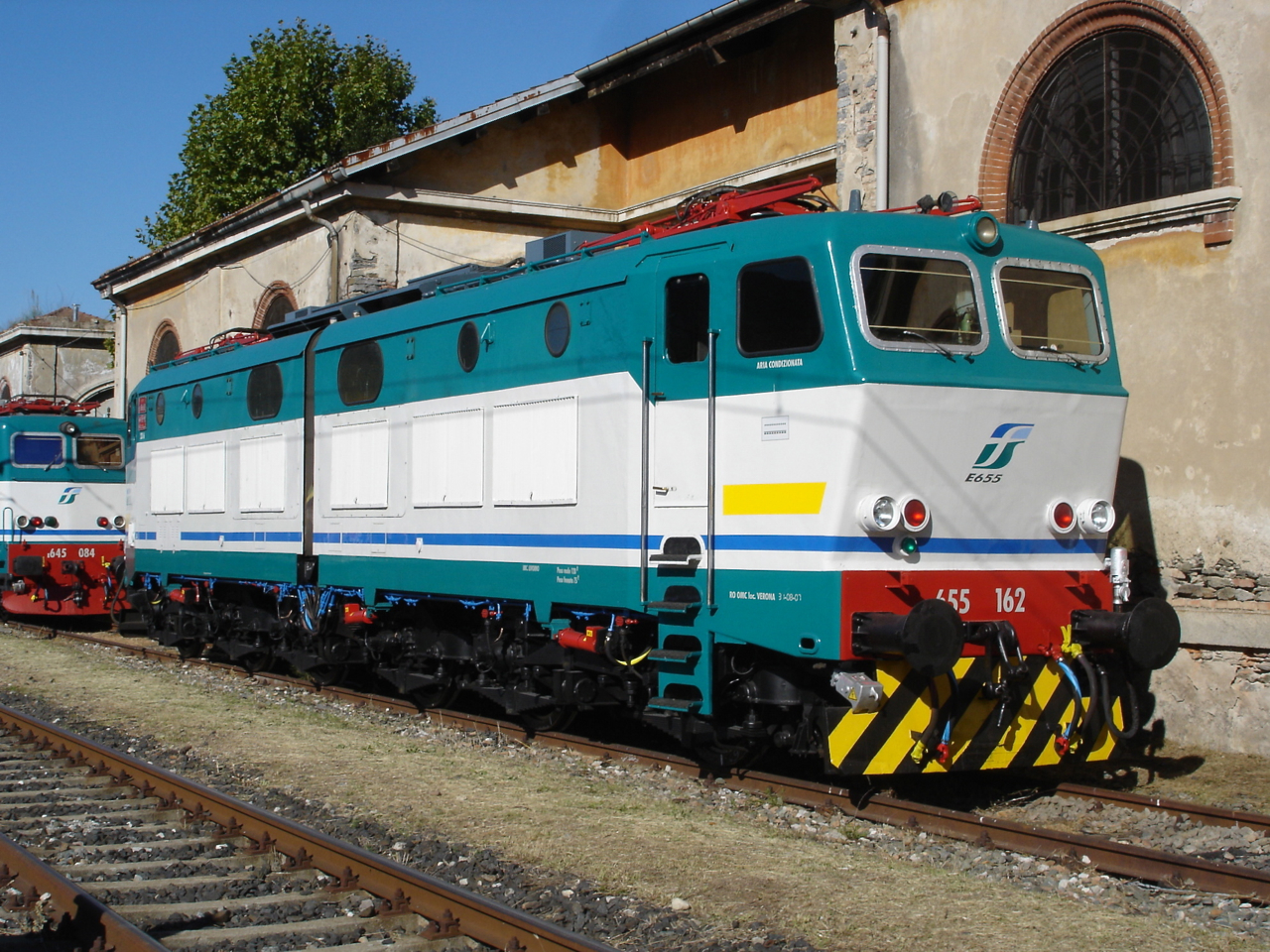
Lokomotive der Baureihe FS E.655 in XMPR-Farbgebung

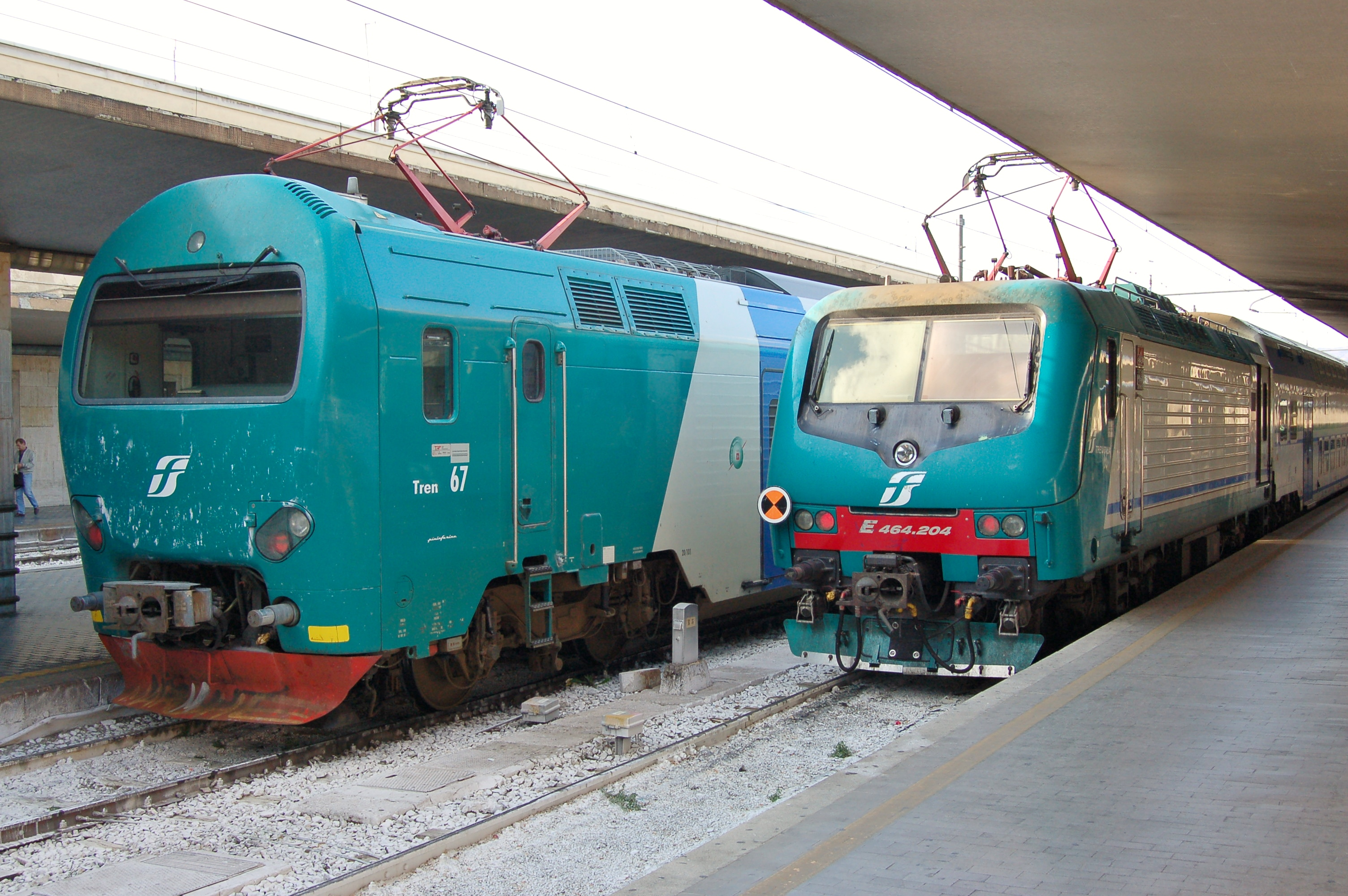
TAF-Triebwagen und Wendezug mit E.464 mit weitgehend grünen Stirnfronten.

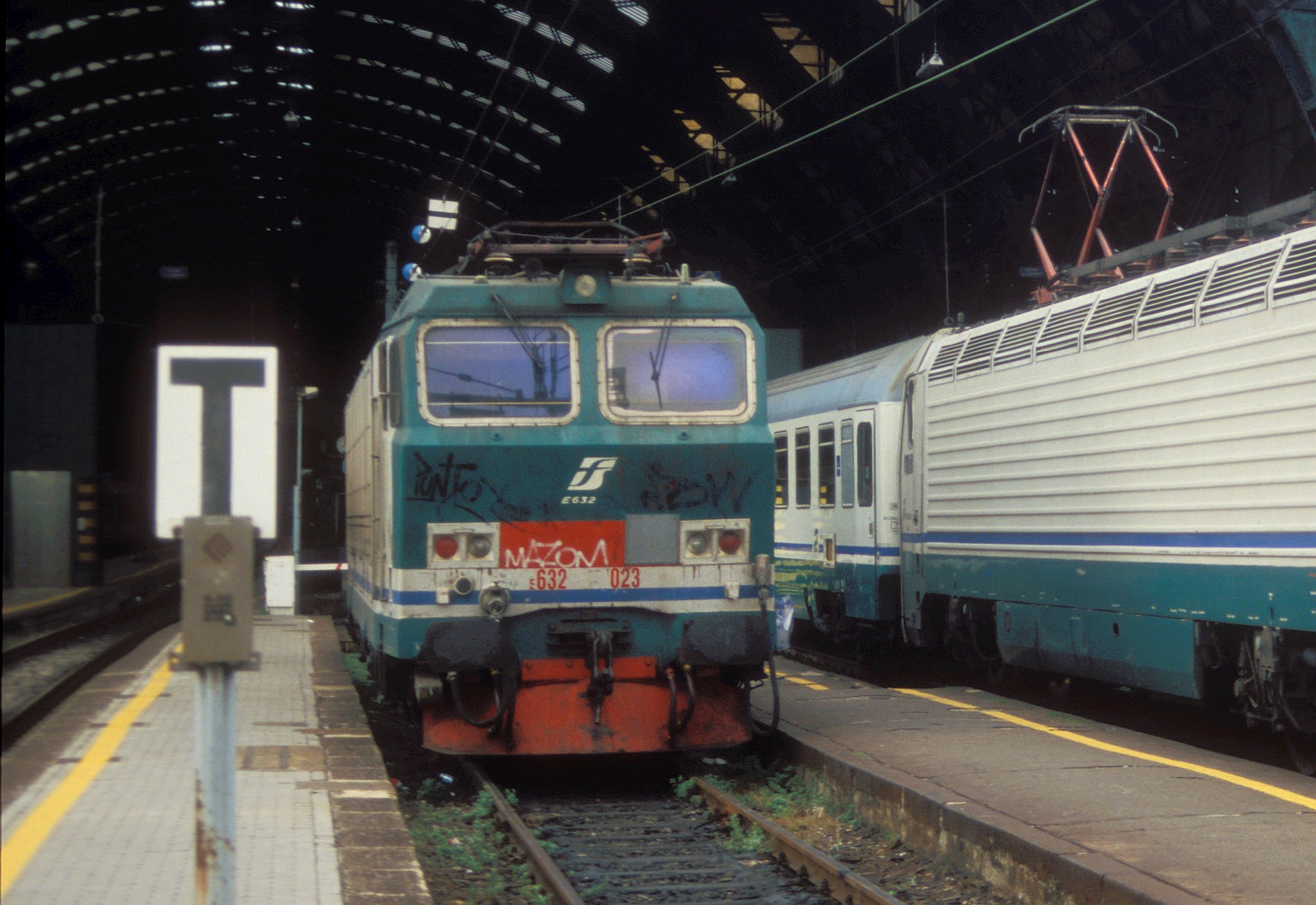
Lokomotive der Baureihe E.632 in der ursprünglichen XMPR 1-Farbgebung mit grüner Stirnseite, stark durch Graffiti verschmiert

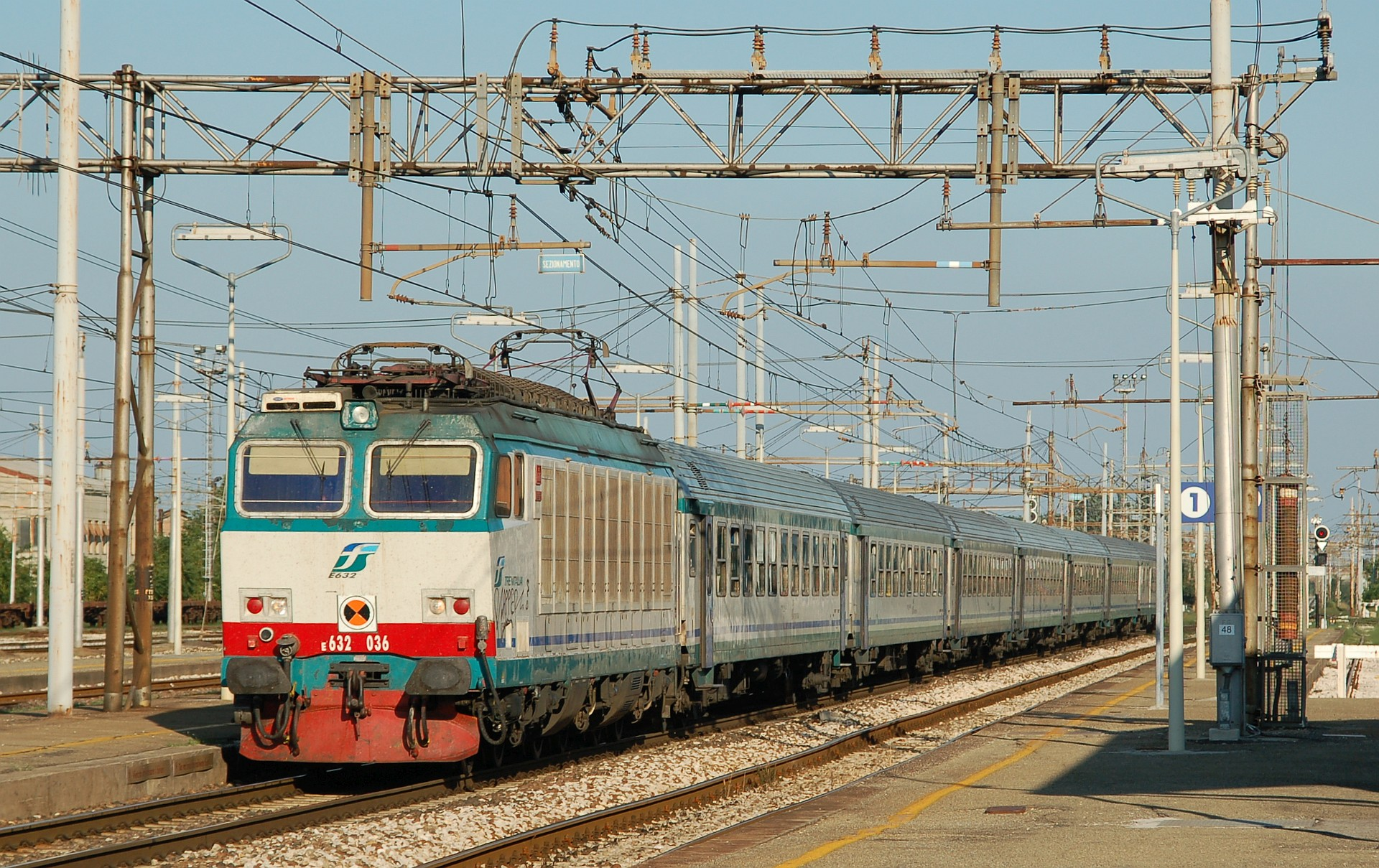
Ebenfalls eine E.632, aber in der XMPR 2-Variante mit überwiegend hellgrauer Front.

Die XMPR-Farbgebung, auch XMPR-Design, XMPR-Lackierung oder XMPR-Anstrich, ist eine Farbgebung der Schienenfahrzeuge der italienischen Ferrovie dello Stato Italiane. Sie wurde von 1995 bis 2016 bei fast allen Lokomotiven, Triebwagen und Reisezugwagen angewandt.
Die im Dezember 1994 vorgestellte Lackierung hat ihren Namen von der englischen Beratungsfirma XMPR plc, die 1992 die Ausschreibung für die Gestaltung des neuen Erscheinungsbildes des Rollmaterials und die Entwicklung eines neuen Logos gewann. Ziel des Designs war es, die Farben der Fahrzeuge zu vereinheitlichen, die Lagerhaltung der Farben zu vereinfachen und die Corporate Identity mit dem neuen stilisierten FS-Logo zu verbreiten, das die als Losanga ‚Raute‘, aber auch ‚Lutschtablette‘, bekannte Variante ablöste. Für die Erarbeitung des Konzepts erhielt die britische Firma etwa drei Milliarden Lire (etwa 1,6 Mio. Euro).
Erstmals wurde ein Farbschema verwendet, das auf alle Fahrzeuge angewandt wurde. Es löste dabei auf Reisezugwagen auch die internationale Eurofima-C1-Lackierung aus den 1970er Jahren ab. Das neue Schema erhielt Kritik wegen der großen hellen Flächen, die für Verschmutzung anfällig sind.
Die Farbgebung verbreitete sich am Anfang nur zögerlich, bis im Jahr 2000 ganze Serien innerhalb von wenigen Monaten von der alten Farbgebung mittels Klebefolien auf die XMPR-Farbgebung umgestellt wurden, darunter die Triebwagen ALn 668 und ALe 801. Dies ermöglichte auch die schnelle und wirksame Bekämpfung von Graffiti, die Ende der 1990er Jahre überhandzunehmen drohten.

## Farbschema
Das Farbschema basiert auf einem sehr hellen, eher weißen Grau, einem ins Türkis gehenden Grün und einem blauen Streifen. Die Farben entsprechen den Pantone-Bezeichnungen Cool Grey 2 C, 329 C und 293 C. Die größeren Flächen sind grün und hellgrau, wobei das Grün im Bereich des Untergestells und bei den Lokomotiven im Bereich des Dachs verwendet wird. Die dazwischen liegende Fläche, die bei Reisezugwagen im erweiterten Bereich des Fensterbandes liegt, ist hellgrau. Der blaue Streifen schwebt etwas über der Abgrenzung zwischen dem Grün des Untergestells und dem Hellgrau.
Anfangs wurden die Stirnflächen der Triebfahrzeuge fast vollständig grün lackiert. Zur besseren Sichtbarkeit wurde bei fast allen Baureihen im Bereich der Scheinwerfer ein breiter roter Streifen abgebracht (XMPR 1-Farbschema). Diese Farbkombination wurde für Triebwagen, die meisten Steuerwagen und die Monocabina-E-Loks der Baureihe E.464 beibehalten. Auf den übrigen elektrischen Lokomotiven wurde die grüne Farbe aus Gründen der besseren Sichtbarkeit nur noch im Bereich der Fenster angebracht, während der Bereich unterhalb der Fenster bis zu den Scheinwerfern nun in Hellgrau lackiert oder foliert wurde (XMPR 2-Farbschema).
Von den vorgenannten Ausführungen gab es zahlreiche Abweichungen. Am auffälligsten sind die elektrischen Lokomotiven der Baureihen E.405 und E.412, deren Fronten überwiegend dunkelgrau und grün lackiert sind. Die seitlichen Zierstreifen, üblicherweise in blau, wurden bei einigen Diesellokbaureihen in roter Farbe angebracht, bei einigen Dieseltriebwagen in orange.

## Logo
Das 1994 vorgestellte neue Logo der FS bestand nun im Grundsatz aus einer Raute mit einem darin gezeichneten f, deren äußere Form aber einem s angeglichen wurde. Die Farbgestaltung wurde seither mehrfach adaptiert. Im Gegensatz zur Fahrzeugfarbgebung wird das Logo auch über 2016 hinaus verwendet.

Von 2000 bis 2007 verwendete Logo-Variante
Von 2007 bis 2011 genutzte Logo-Version
Seit 2011 gebräuchliche Form des Logos